# Niszczuka krótkonosa
Niszczuka krótkonosa (Lepisosteus platostomus) – gatunek słodkowodnej ryby z rodziny niszczukowatych (Lepisosteidae).

## Znaczenie gospodarcze
Niewielkie znaczenie gospodarcze, poławiana przez wędkarzy, spotykana w akwariach publicznych.

## Występowanie
Ameryka Północna, głównie w dorzeczu Wielkich Jezior.

## Opis
Ciało silnie wydłużone pokryte łuskami ganoidalnymi. Osiąga 88 cm długości i masę ciała 2,6 kg. 

## Odżywianie
Ryba drapieżna, żywi się rybami i skorupiakami.